# Ana Gertrudis de Urrutia Gachitorena
Ana Gertrudis de Urrutia Garchitorena (Cadis, 1812 – 5 de novembre de 1850) és una pintora del segle xix que va arribar a ser Acadèmica de mèrit, nomenament que se li va donar el 9 de desembre de 1846.
Filla de Tomás de Urrutia i d'Ana Garchitorena, i germana de Javier Urrutia, artista i literat gadità de fama en la seva època, que va dirigir l'educació pictòrica de la seva germana.
Com a pintora va destacar en el gènere històric i religiós. Les seves obres mostren un estil d'arrels neoclàssiques, amb certa influència de Murillo. Les seves obres presenten una bona estructura.
Va contreure matrimoni amb el també pintor Juan José de Urmeneta, que era professor de pintura i escultura i va arribar a exercir el càrrec de Director de l'Acadèmia gaditana de Belles arts.
Va realitzar un considerable nombre de pintures a l'oli que van ser objecte d'exposició pública a Cadis. D'entre la seva producció destaca el “Sant Gerónimo”, pintura d'escola holandesa, que la pintora va regalar a la Catedral Nova de Cadis; les pintures de “Santa Filomena” i “La Resurrecció de la carn”, que és conegut com El Judici, i que va ser exposat a Cadis en 1846. També són dignes d'esment les obres:
- L'estigmatització de Sant Francesc, també coneguda com a Visió de les nafres de Sant Francesc, executada en 1841 i que es troba en el Museu Catedralici de Cadis.
- Retrat de Don Joaquín Fonsdeviela, que va donar a l'Acadèmia l'any 1847, i que pot contemplar-se en el Museu provincial de Cadis.

El seu reconeixement era tal que l'Acadèmia Provincial de Belles arts de Cadis va col·locar un retrat de l'artista en el saló on es duien a terme les seves sessions i va ser esmentada i recordada per Adolfo Castro en el discurs pronunciat en 1851 en l'acte de distribució de premis als alumnes de l'escola.